# World Flora Online
World Flora Online(WFO) —  онлайн база даних видів рослин.

## Опис
World Flora Online — енциклопедичний інтернет-проект, метою якого є створення бази таксономічних даних усіх сучасних (невикопних) рослинних таксонів. База даних відкритого доступу запущена у жовтні 2012 року як продовження проекту Plants of the World Online. Це проект Конвенції ООН про біологічне різноманіття, у рамках реалізації «Оновленої мети № 1 Глобальної Стратегії збереження рослин на 2011—2020 роки» (Target 1 of the 2011—2020 Global Strategy for Plant Conservation).
Стратегія мала на увазі, що розпочинати роботу зі збереження рослин слід із складання списку всіх відомих на нашій планеті рослин («флори») та забезпечення до нього вільного доступу, оскільки тільки у разі наявності такого списку можливо вирішувати інші завдання Глобальної стратегії та займатися моніторингом. Цю мету було досягнуто в грудні 2010 року, коли було відкрито доступ до The Plant List (версія 1.0). Наприкінці 2013 року стала доступна версія 1.1 цього проекту — виправлена і доповнена (остання версія).
Робоча група, яка почала займатися розробкою проекту World Flora Online у 2012 році, складалася з представників чотирьох наукових ботанічних організацій, дві з яких були розробниками The Plant List — Королівські ботанічні сади в К'ю та Міссурійський ботанічний сад; окрім них, на початковому етапі розробкою WFO займалися Королівський ботанічний сад Единбургу та Нью-Йоркський ботанічний сад. Запуск проекту відбувся у жовтні 2012 року. Планувалося, що створення WFO буде завершено у 2020 році. Пізніше до проекту приєдналися й інші учасники, загальна кількість організацій-учасників у грудні 2024 року досягла 55.

## See also
- International Plant Names Index
- Plants of the World Online